# 恋花温泉
『恋花温泉』（こいばなおんせん）とは川津健二朗による日本の青年漫画作品。

## 概要
白泉社『ヤングアニマル嵐』に2006年より連載開始、川津にとっては「川津健二朗」名義での2作目の一般誌連載作品である。当初は2005年23号からの短期集中連載であったが、その後レギュラーで連載される事となった。コミックスは全9巻。
美人3姉妹が営むカップル旅館「恋花温泉」を舞台に、そこで巻き起こる様々な出来事を描いた「湯けむりラブコメ」。

## ストーリー
恋花温泉は美人3姉妹が切り盛りするカップル限定の温泉旅館。そこで働く次女の野乃花にベタ惚れの秋山、男嫌いを克服するために働く従姉妹の瑠梨香、瑠梨香にホの字の柊平らが繰り広げるちょっとセクシーな湯けむりラブコメ、恋の花咲く恋花温泉へようこそ!

## 登場人物

### 恋花温泉
秋山 和裕（あきやま かずひろ）
本作の主人公。恋花温泉で働く青年、19歳（初期）。
元々は、一緒に宿泊するはずだった恋人・京子にフラれ、仕方なく独りでやって来た。その時、接客をしてくれた恋花温泉を切り盛りする3姉妹の次女・野乃花に一目惚れし、恋花温泉で住み込みのバイトを始める。その後野乃花と結ばれ、現在は恋人同士。
真面目で心優しい性格からか、楓花や萌花や瑠梨香、あるいはやって来た女性客からアプローチをかけられるなど結構モテる男であるが、彼自身は野乃花一筋を（心の中では）貫いている。またかなりの鈍感であり、楓花をイライラさせる事もしばしば。主に驚いたときなどに「はわっ」が口癖。初期の頃は夢精の癖があった模様。
最終回ではそのまま恋花温泉に就職し、野乃花と結婚する。
野々原 野乃花（ののはら ののか）
本作のヒロイン。恋花温泉を切り盛りする野乃原3姉妹の次女、19歳（初期）。
客への心配りや真心を持った接客を信条とする頑張り屋。一度やって来た客の名前は絶対に忘れないらしい。楓花いわく秋山に次ぐ鈍感であり、当初は秋山の自分に対する気持ちに気づいていなかったが、ふとした事から秋山を意識するようになり、両想いとなる。そしてその後（若干の）障害を乗り越えて結ばれた。その後は「バカップル」と呼ばれる程、秋山とは熱々の関係である。普段はおっとりとした性格だが、怒らせると怖いらしい。
最終回で秋山と結婚する。
野乃原 楓花（ののはら ふうか）
恋花温泉を切り盛りする野乃原3姉妹の長女、23歳（初期）。
恋花温泉のリーダー的存在で、両親の死後、廃業状態となっていた恋花温泉を復活させた立役者。普段はガサツな性格で、言葉遣いも乱暴だが、実は気の回るしっかり者で、妹思いの良い姉である。秋山の事も認めており、「恋花温泉に無くてはならない存在」と語っている上、密かにアプローチもかけている模様。かつて、暴走族時代に知り合った柿崎という恋人が居たが、お互いの夢を追う為に別れている。現在結婚相手募集中。
野々原 萌花（ののはら もえか）
恋花温泉を切り盛りする野乃原3姉妹の三女、15歳（初期）。
明るく元気な性格だが、ちょっとドジな所があるようで、毎日のように何かしら失敗をする。しかし意外にも頭が良く、3姉妹の中で唯一大学に合格しており数学が得意、その為恋花温泉の経理を一手に引き受けている。そのせいもあってか楓花からは「（姉妹の中で）最後の希望」と期待されている模様。秋山の事は「お兄ちゃん」と呼んで慕っており、ほのかな恋心を抱いている。
瑠梨香（るりか）
恋花温泉のバイトとして来た野乃原3姉妹のいとこ、萌花と同年代（推定）。
ドライで寡黙な性格。ある事情によるトラウマで男性恐怖症であり、最初の頃は秋山を敬遠していた。しかし、ある事がきっかけで秋山を（性的に）意識するようになり、強引とも言えるアプローチを仕掛けていた。またその一方、後輩としてバイトに入ってきた柊平に告白された事で柊平の事も意識するようになるなど気の多い所があるらしく、その点は瑠梨香自身も自認している様子である。後に柊平と恋人同士になり、最終回では彼とできちゃった結婚する。「…ですけど」が口癖。
冬川 柊平（ふゆかわ しゅうへい）
恋花温泉で住み込みのバイトをしている青年、16歳。
中性的な外見をしている為、周囲からよく女の子に間違えられる事を悩んでいるが、その外見に似合わずイチモツは立派らしい。雑誌を読んで、独りでやって来た恋花温泉で、彼女役をした瑠梨香に一目惚れするという秋山と似た境遇を辿る。その後、萌花と同じ大学に入学した事が縁で恋花温泉でバイトを始め、仕事上の先輩となった瑠梨香にアプローチをかけ始める、そして2度目の告白で瑠梨香と恋人同士になった。可愛らしい容姿からか、大学でファンクラブが出来たり、楓花にマスコット「温泉王子」として担ぎ出されたり、人妻に誘惑されたりと大変（？）な目に合うこともしばしば。
最終回では秋山と同様、恋花温泉に就職し、瑠梨香とできちゃった結婚する。

## 単行本
- 第1巻 2005年10月28日　ISBN 4592143310
- 第2巻 2006年5月29日　ISBN 4592143329
- 第3巻 2006年11月29日　ISBN 4592143337
- 第4巻 2007年6月29日　ISBN 9784592143345
- 第5巻 2008年1月29日　ISBN 9784592143352
- 第6巻 2008年7月29日　ISBN 4592143361
- 第7巻 2009年3月29日　ISBN 9784592143376
- 第8巻 2009年11月29日　ISBN 9784592143383
- 第9巻 2010年5月28日　ISBN 9784592143390

コンビニコミック
- 三姉妹・ぬくぬくの宿 2007年3月29日　ISBN 9784592841029
- 三姉妹・癒しの宿  2008年2月　ISBN 9784592841265
- DELUXE 2009年2月　ISBN 9784592841555 (ISBN 4592841557)